# Петър Овчаров
Петър Георгиев Овчаров е български подофицер и революционер, радовишки войвода на Вътрешната македоно-одринска революционна организация.

## Биография
Петър Овчаров е роден в град Мустафапаша, днес Свиленград.
Участва в Балканската война и е произведен в чин старши подофицер.
Още преди включването на България в Първата световна война организира и изпраща чети в Македония. През 1914 година ръководи чета в Радовишко и Гевгелийско, като дава сражения на сръбски войскови части и на четите на Йован Бабунски и Василие Търбич. На 20 март 1915 година участва в Валандовската акция. Заедно с войводите Ване Стоянов, Петър Чаулев, Любомир Весов и Панайот Карамфилович и с общо 1000 четници разбиват сръбските войски в трите укрепени пункта Валандово, Пирава и Удово. Убити са 470 сръбски войници и 7 офицери, а Валандово е превзето, след което четите се изтеглят в България. В тези сражения е ранен. През ноември 1915 година след намесата на България в Първата световна война неговата чета става партизански взод към Партизанския отряд на Единадесета пехотна македонска дивизия. Велешкият взвод на старши подофицер Петър Овчаров и радовишкият на старши подофицер Петър Лесев заедно с местна милиция нападат в тил отстъпващите от Радовиш сръбски части, освобождават града и установяват в него българска власт.
След 1918 година участва в реорганизирането на ВМРО от Тодор Александров. През 1924 година участва като делегат на Солунския окръжен конгрес на ВМРО и е избран за запасен член на окръжното ръководство. През август 1923 година поема от Христо Андонов дойранската околийска чета. Въпреки засиления сръбски терор успява да поддържа околията организирана. През ноември 1923 година четата му се сражава при Долно Собри, като един четник е ранен. През юли 1924 година отново предава околията на Андонов и през 1925 година е войвода в Радовишко.
След освобождението на Вардарска Македония през 1941 година Петър Овчаров се установява в Щип. Там и умира на 17 август 1944 година.